# Ángel Cappa
Ángel Alberto Cappa Polchi (ur. 6 września 1946 w Bahía Blanca) – argentyński piłkarz występujący na pozycji środkowego pomocnika, trener piłkarski.